# 内浦町
内浦町（うちうらまち）は、かつて石川県の奥能登にあった町。珠洲郡に属した。現在は鳳珠郡能登町の一部となっている。

## 地理
- 山：高瀬山、日和山
- 河川：松波川、九里川尻川、白丸川
- 湖沼：福光ダム、山口防災ダム

## 歴史

### 沿革
- 1889年（明治22年）4月1日 - 町村制の施行により、珠洲郡宮犬村、不動寺村、行延村、時長村、山中村、満泉寺村、国重村、駒渡村、田代村及び滝之坊村を廃し、その区域をもって珠洲郡木郎村を設置する。
- 1907年（明治40年）10月15日 - 珠洲郡木郎村、松波村及び宮崎村を廃し、その区域をもって珠洲郡木郎村を設置する。
- 1948年（昭和23年）5月1日 - 
  - 珠洲郡木郎村の名称を松波村に変更する。
  - 珠洲郡松波村を松波町とする。
- 1950年（昭和25年）12月20日 - 開拓地 字松波の区域一部及び字上の区域の一部を字明生に設定する。
- 1951年（昭和26年）7月18日 - 字時長の区域の一部、字山中の区域の一部、字満泉寺の区域の一部及び字不動寺の区域の一部の区域を珠洲郡小木町に編入する。
- 1954年（昭和29年）3月31日 -  
  - （開拓地） 字松波の区域の一部、字上の区域の一部、字田代の区域の一部及び字駒渡の区域の一部を字福光に設定する。
  - 字時長の区域の一部を字泉に設定する。
- 1955年（昭和30年）10月10日 - 
  - 鳳至郡能都町字小木、字越坂、字市之瀬及び字明野の区域を珠洲郡松波町に編入する。
  - 鳳至郡能都町字羽生の区域のうち、ろの区域を珠洲郡松波町に編入する。
- 1958年（昭和33年）12月1日 - 珠洲郡松波町の名称を内浦町に変更する。
- 2005年（平成17年）3月1日 - 鳳至郡能都町、柳田村及び珠洲郡内浦町を廃し、その区域をもって能登町を設置する。鳳至郡及び珠洲郡を廃し、門前町、穴水町及び能登町の区域をもってあらたに鳳珠郡の区域を画す。内浦町の31大字は能登町に継承。（合併の際に柳田村に同名の字「長尾」が存在したため旧内浦町字長尾の名称は字内浦長尾に変更する。また、分かれていた羽生地区が合併により50年ぶりに一つになった。）

## 行政

### 町長
| 代 | 人 | 氏名     | 就任 | 退任 | 備考 |
| -- | -- | -------- | ---- | ---- | ---- |
| 1  | 1  | 吉村梅吉 | 不詳 | 不詳 |      |
| 2  | 2  | 吉田喜作 | 不詳 | 不詳 |      |
| 3  | 3  | 岡田安松 | 不詳 | 不詳 |      |

| 代 | 人 | 氏名       | 就任                       | 退任                      | 備考  |
| -- | -- | ---------- | -------------------------- | ------------------------- | ----- |
| 1  | 1  | 北浜亮太郎 | 1907年（明治40年）10月15日 | 1908年（明治41年）2月1日  |       |
| 2  | 1  | 北浜亮太郎 | 1908年（明治41年）2月25日  | 1910年（明治43年）10月9日 |       |
| 3  | 2  | 吉田喜作   | 1910年（明治43年）11月2日  | 1911年（明治44年）5月4日  |       |
| 4  | 3  | 鍋谷甚平   | 1911年（明治44年）6月14日  | 1915年（大正4年）6月13日  |       |
| 5  | 4  | 森下栄一郎 | 1915年（大正4年）9月27日   | 1915年（大正4年）11月4日  |       |
| 6  |    | 北浜亮太郎 | 1916年（大正5年）2月24日   | 1918年（大正7年）12月29日 |       |
| 7  | 5  | 岡田安松   | 1919年（大正8年）1月21日   | 1919年（大正8年）10月27日 |       |
| 8  | 6  | 坂井幸吉   | 1919年（大正8年）11月10日  | 1923年（大正12年）11月9日 |       |
| 9  | 7  | 垣内幹三郎 | 1923年（大正12年）11月     | 1927年（昭和2年）11月     |       |
| 10 | 8  | 吉村得造   | 1928年（昭和3年）1月       | 1932年（昭和7年）1月      |       |
| 11 | 9  | 小杉幸治郎 | 1932年（昭和7年）1月       | 1935年（昭和10年）2月     |       |
| 12 | 10 | 表與三吉   | 1935年（昭和10年）2月      | 1939年（昭和14年）2月     |       |
| 13 |    | 坂井幸吉   | 1939年（昭和14年）3月      | 1941年（昭和16年）1月     |       |
| 14 | 11 | 加藤鉄郎   | 1941年（昭和16年）1月      | 1945年（昭和20年）12月    |       |
| 15 | 11 | 加藤鉄郎   | 1945年（昭和20年）12月     | 1946年（昭和21年）12月    |       |
| 16 | 12 | 新谷與四郎 | 1947年（昭和22年）2月      | 1947年（昭和22年）4月     |       |
| 17 | 13 | 吉見昌造   | 1947年（昭和22年）4月5日   | 1949年（昭和24年）4月     |       |
| 18 | 14 | 栗本吉太郎 | 1949年（昭和24年）5月16日  | 1953年（昭和28年）5月15日 |       |
| 19 | 14 | 栗本吉太郎 | 1953年（昭和28年）5月16日  | 1957年（昭和32年）5月15日 |       |
| 20 | 14 | 栗本吉太郎 | 1957年（昭和32年）5月16日  | 1961年（昭和36年）5月15日 |       |
| 21 | 15 | 金七龍太郎 | 1961年（昭和36年）5月16日  | 1965年（昭和40年）5月15日 |       |
| 22 | 15 | 金七龍太郎 | 1965年（昭和40年）5月16日  | 1969年（昭和44年）5月15日 |       |
| 23 | 15 | 金七龍太郎 | 1969年（昭和44年）5月16日  | 1973年（昭和48年）5月15日 |       |
| 24 | 15 | 金七龍太郎 | 1973年（昭和48年）5月16日  | 1977年（昭和52年）5月15日 |       |
| 25 | 15 | 金七龍太郎 | 1977年（昭和52年）5月16日  | 1981年（昭和56年）5月15日 |       |
| 26 | 16 | 真智準一郎 | 1981年（昭和56年）5月16日  | 1985年（昭和60年）5月15日 |       |
| 27 | 16 | 真智準一郎 | 1985年（昭和60年）5月16日  | 1989年（平成元年）5月15日 |       |
| 28 | 17 | 大沢徳平   | 1989年（平成元年）5月16日  | 1993年（平成5年）5月15日  |       |
| 29 | 17 | 大沢徳平   | 1993年（平成5年）5月16日   | 1995年（平成7年）7月13日  | [ 1 ] |
| 30 | 18 | 新谷功     | 1995年（平成7年）8月27日   | 1999年（平成11年）8月26日 |       |
| 31 | 18 | 新谷功     | 1999年（平成11年）8月27日  | 2003年（平成15年）8月26日 |       |
| 32 | 19 | 田形功     | 2003年（平成15年）8月27日  | 2005年（平成17年）2月28日 |       |

- 町長 - 田形 功（たがた・いさお）

## 教育

### 高等学校
- 石川県立能都北辰高等学校小木分校

### 中学校
- 内浦町立小木中学校
- 内浦町立松波中学校

### 小学校
- 内浦町立松波小学校
- 内浦町立小木小学校
- 内浦町立白丸小学校

## 交通

### 鉄道
- のと鉄道能登線：九十九湾小木駅 - 白丸駅 - 九里川尻駅 - 松波駅 - 恋路駅

### 道路
- 一般国道
  - 国道249号
- 主要地方道
  - 石川県道35号能都内浦線
  - 石川県道57号内浦柳田線
- 一般県道
  - 石川県道284号小木時長線

## 娯楽
- 松波座 - 映画館
- 九十九劇場 - 映画館